# Ipomoea paulitschkei
Ipomoea paulitschkei är en vindeväxtart som beskrevs av Schweinf och Volkens. Ipomoea paulitschkei ingår i släktet praktvindor, och familjen vindeväxter. Inga underarter finns listade i Catalogue of Life.